# Capo Flattery
Capo Flattery è il punto più a nord-ovest degli Stati Uniti d'America continentali. Si trova nella contea di Clallam sulla penisola Olimpica, dove lo stretto di Juan de Fuca si unisce all'Oceano Pacifico. Fa anche parte della riserva Makah, ed è il confine settentrionale dell'Olympic Coast National Marine Sanctuary. Cape Flattery può essere raggiunta da una breve escursione, la maggior parte della quale su una passerella. Il punto più occidentale negli Stati Uniti continentali è capo Alava, a sud di capo Flattery nel parco nazionale di Olympic. Tuttavia, la punta più occidentale di capo Flattery è quasi esattamente ad ovest di capo Alava, con una differenza di circa 5 secondi di longitudine, circa 108 metri, con l'alta marea e un po' di più con quella bassa.
Il faro di capo Flattery si trova sull'isola Tatoosh, appena fuori dal capo. La baie di Makah e Neah si trovano sull'altro lato del capo. Neah Bay è la città più vicina al capo.

## Storia

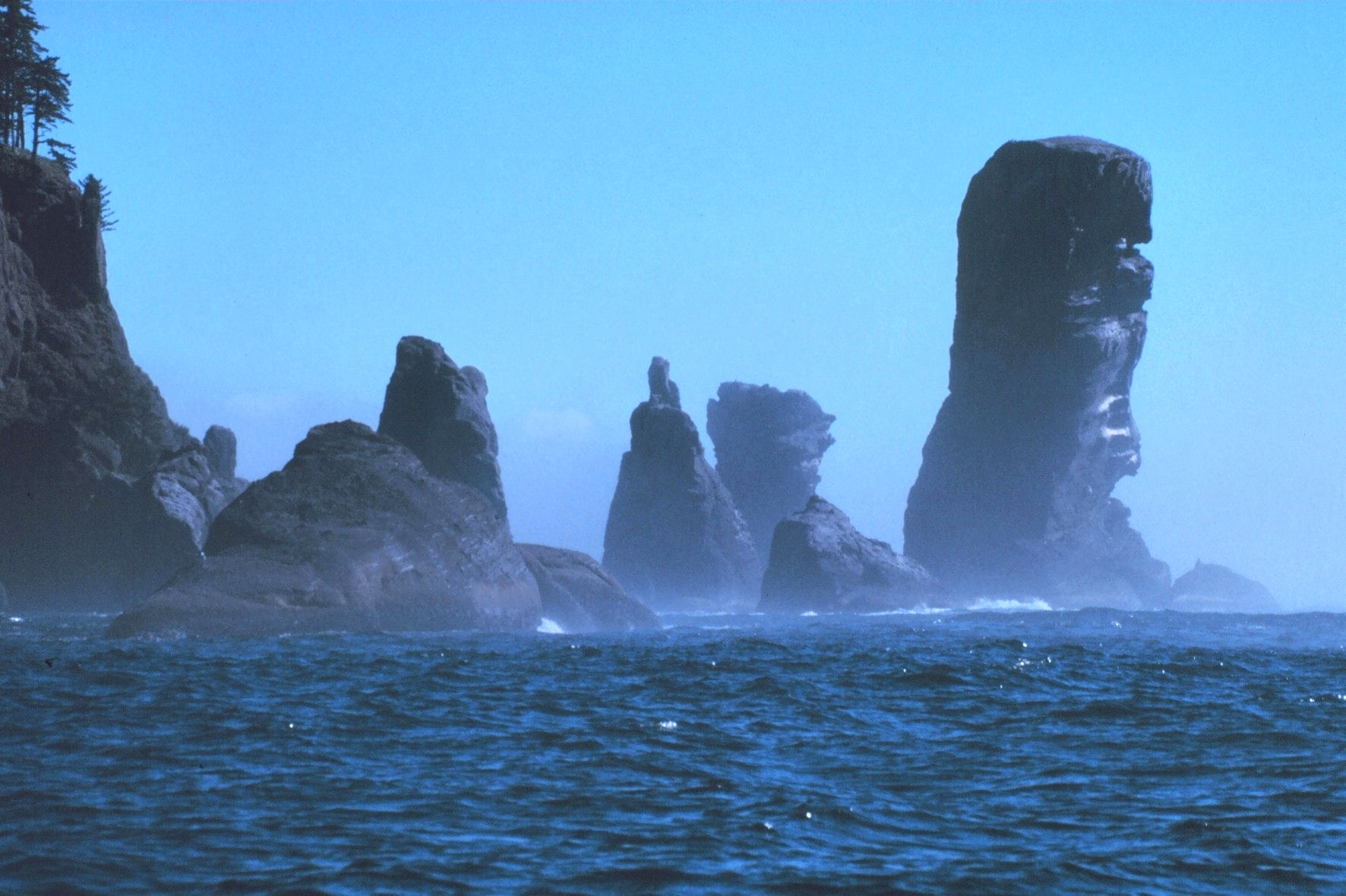
Il pilastro di Fuca a capo Flattery, l'estremità nord occidentale della penisola Olimpica.

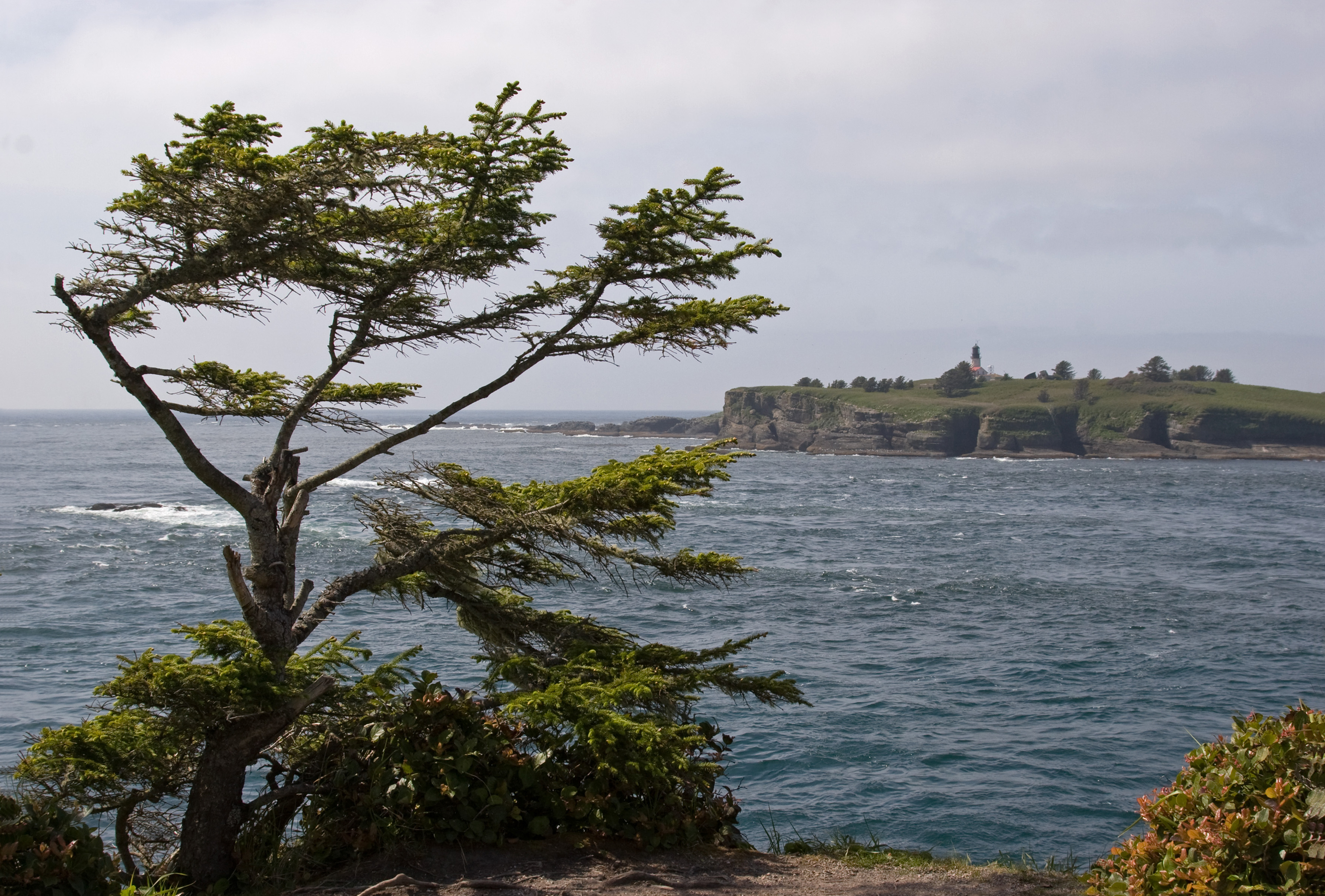
Isola Tatoosh e il faro visti da capo Flattery, con una picea sitchensis in primo piano.

### James Cook
Cape Flattery è il più antico nome geografico nello Stato di Washington, essendo descritto e nominato da James Cook il 22 marzo 1778. Cook scrisse: "... sembrava esserci una piccola apertura che ci dava la speranza di trovare un porto ... Per questo motivo ho chiesto il punto di terra a nord di capo Flattery."

### Naufragio giapponese nel 1834
Nel 1834, il primo giapponese noto per aver messo piede su quello che ora è lo Stato di Washington arrivò su una nave senza timone che si incagliò nei pressi di capo Flattery. I tre sopravvissuti della nave distrutta furono trattenuti come schiavi, dal popolo locale dei Makah, prima di essere portati a Fort Vancouver, da William H. McNeill, su ordine di Jean Baptiste McLoughlin.

## Pilastro di Fuca
Il pilastro di Fuca è una roccia alta, quasi rettangolare, sul lato occidentale di capo Flattery. Prende il nome da Juan de Fuca, un marinaio greco che la esplorò per conto della Spagna. Fuca potrebbe essere stato il primo esploratore europeo a vedere il Pilastro e ad esplorare lo stretto di Juan de Fuca, a lui intitolato. La prima menzione generalmente accettata del pilastro fu quella di John Meares nel 1788.

## Riferimenti letterari

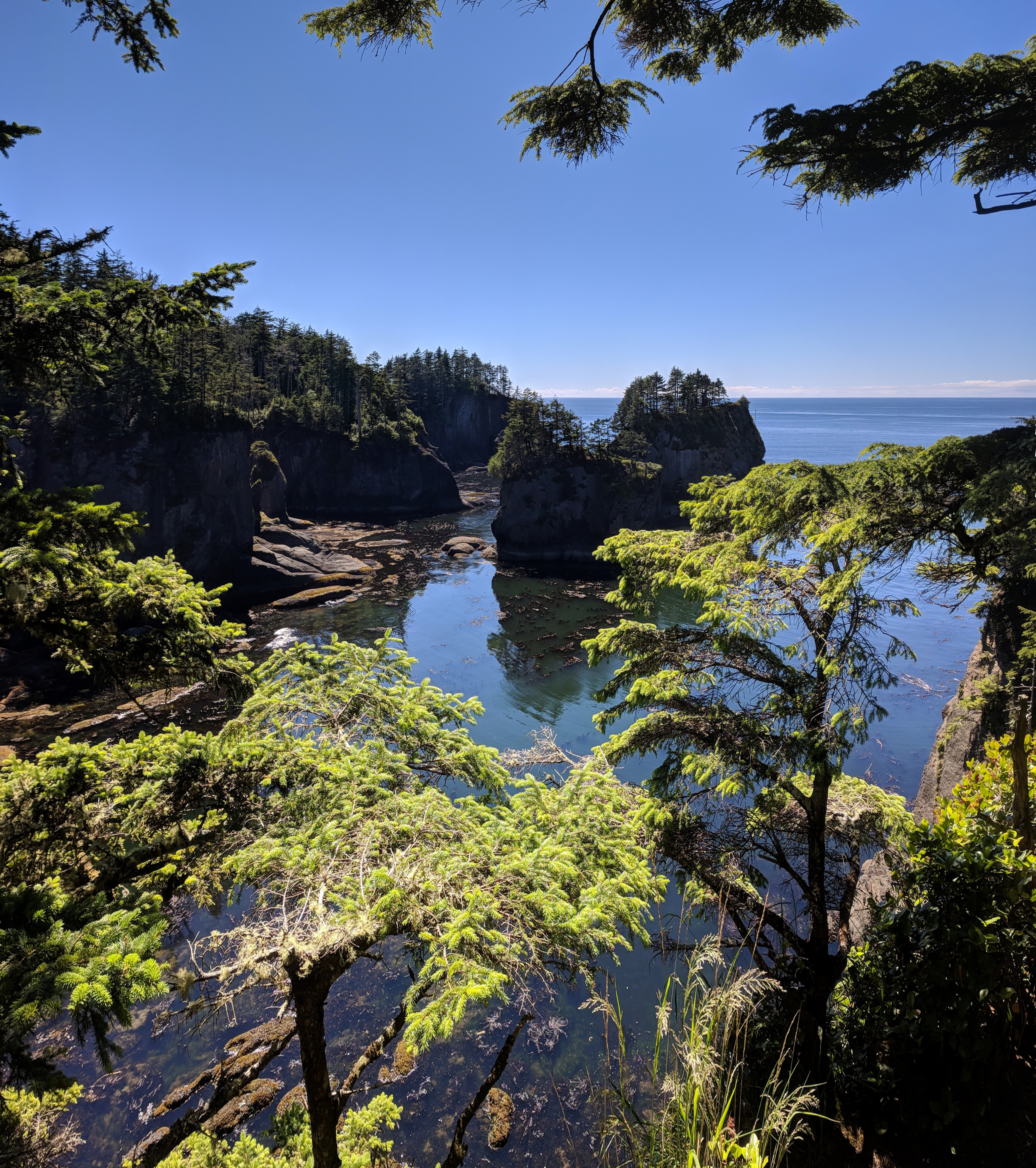
Vista a sud da capo Flattery

Il romanzo When Wolf Comes di John Pappas è ambientato a capo Flattery nel 1801. Parti del romanzo Occhi di tempesta di Joyce Carol Oates sono ambientate qui ai giorni nostri.
Il film Ma and Pa Kettle è ambientato a capo Flattery.
Il romanzo per ragazzi, Ghost Canoe di Will Hobbs è ambientato sull'isola Tatoosh e nella baia di Neah nel 1874.
Il romanzo di D.G. Driver, Echo of the Cliffs, il terzo della trilogia della serie di romanzi di Juniper Sawfeather, è ambientato, in parte, a capo Flattery e al pilastro di Fuca.